# Jonathan Donais
Jonathan Donais (Northampton, 5 de abril de 1980) es un guitarrista estadounidense, reconocido por su asociación con las agrupaciones Shadows Fall y Anthrax.

## Biografía
Donais logró reconocimiento en su país como músico de la banda de heavy metal proveniente de Springfield, Massachusetts Shadows Fall, siendo uno de sus miembros fundadores. Lanzó su primer álbum con la agrupación en 1998, titulado Somber Eyes to the Sky. Tocó la guitarra en cinco discos de estudio más con la banda y a comienzos de 2013 se convirtió en nuevo guitarrista de la banda de thrash metal Anthrax ante la recomendación de Rob Caggiano. Con la agrupación neoyorquina grabó el disco For All Kings en 2016.

## Discografía

### Con Shadows Fall
- 1998 - Somber Eyes to the Sky
- 2000 - Of one Blood
- 2002 - The Art of Balance
- 2004 - The War Within
- 2006 - Fallout from the War
- 2007 - Threads of Life

### Con Anthrax
- 2016 - For All Kings